# Feliks Zamenhof

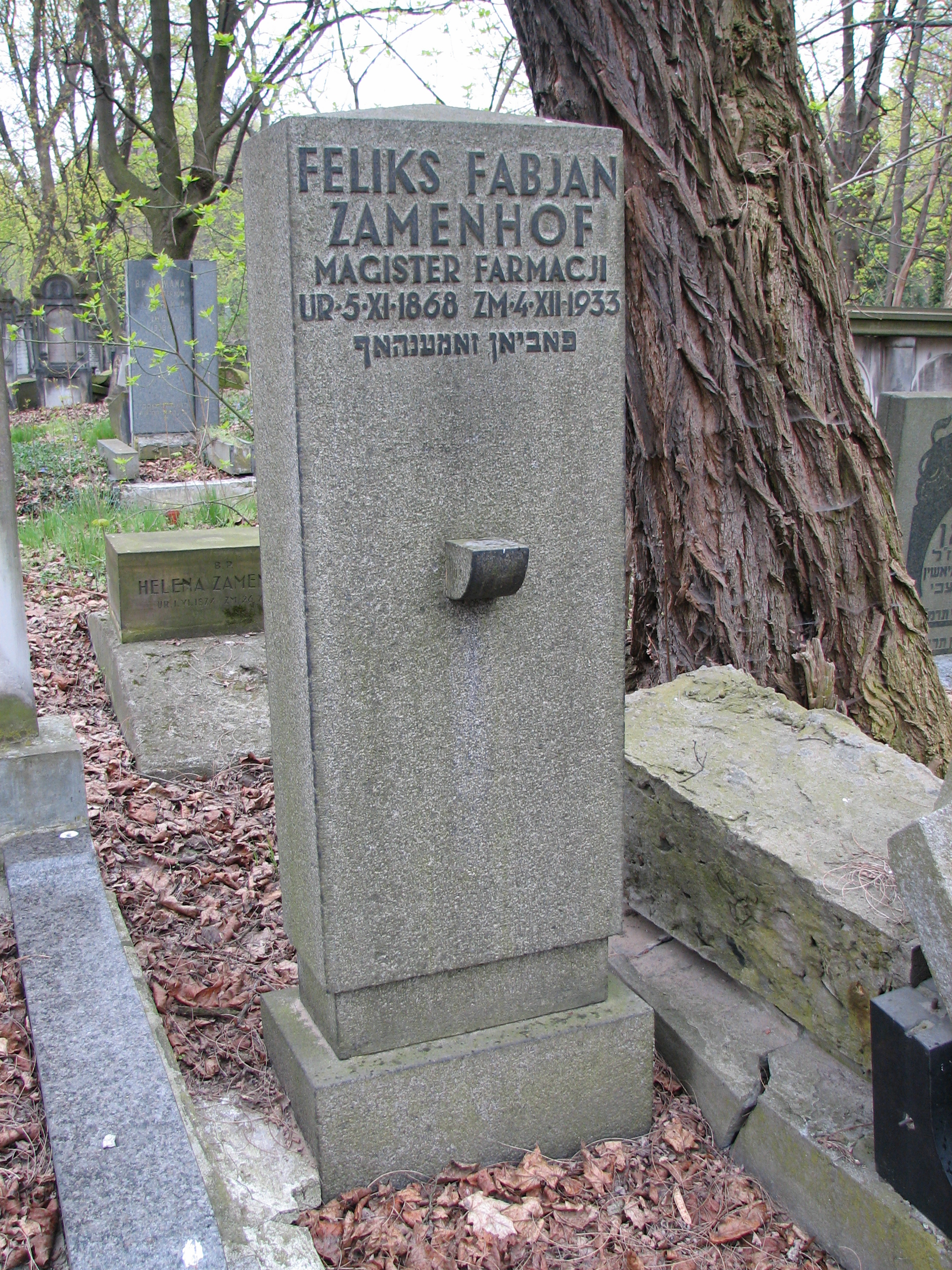
Grób Feliksa Fabiana Zamenhofa

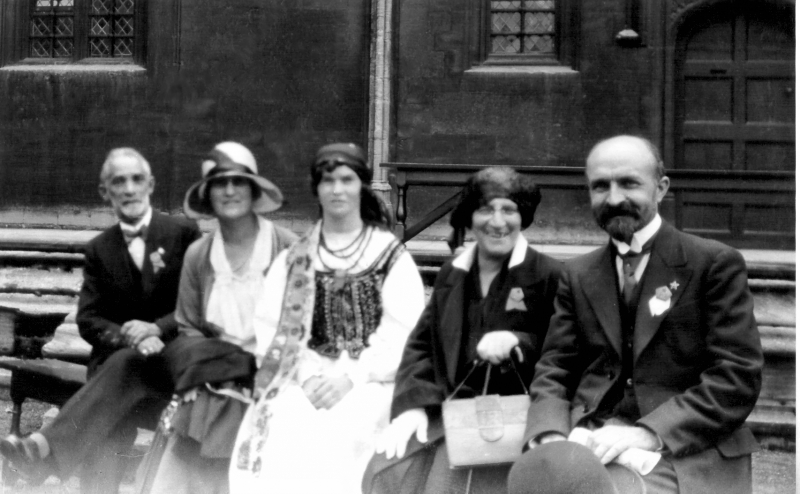
Feliks Zamenhof (1. z lewej) z grupą uczestników Światowego Kongresu Esperanto w Oksfordzie, 1930 r.

Feliks Fabian Zamenhof, ps. FeZ lub Zef (ur. 25 października?/6 listopada 1868 w Białymstoku, zm. 4 grudnia 1933 w Warszawie) – polski lekarz i farmaceuta, esperantysta, opiekun sierot.

## Życiorys
Urodził się w Białymstoku w rodzinie żydowskiej, jako syn Marka i Rozalii z domu Sofer. Imię nadano mu na cześć dziadka, Fabiana Wolfowicza Zamenhofa. Miał dziesięcioro rodzeństwa: Ludwika, twórcę esperanto, Fejglę, Gitlę, Sorę Dworę, Hersza, Henryka, Minę, Leona, Aleksandra i Idę. W domu mówiono w jidysz lub po rosyjsku oraz, jak podają biografiści Ludwika Zamenhofa (A. Zakrzewski, E. Wiesenfeld), po polsku.
W 1873 roku wraz z całą rodziną przeprowadził się do Warszawy. Tam, podobnie jak Ludwik, Henryk i Leon, uczęszczał do II Gimnazjum. W 1893 ukończył studia na Uniwersytecie Warszawskim z tytułem magistra farmacji i do końca życia prowadził aptekę przy Placu Żelaznej Bramy 8. 
Ze związku z Heleną Rittenberg miał trójkę dzieci: Juliana (1903–1964), Romanę (1904–1975) i Marylę (1908–1994). Jest pochowany na cmentarzu żydowskim przy ulicy Okopowej w Warszawie (kwatera 8). 

### Działalność esperancka
Feliks brał żywy udział w rozwoju i upowszechnianiu esperanta, które poznał jeszcze jako dziecko. Zajmował się administracyjną stroną dystrybucji książki Unua Libro, był uczestnikiem ruchu esperanckiego, autorem wierszy w tym języku publikowanych w czasopismach La Esperantisto, La Revuo, La Ondo de Esperanto i Pola Esperantisto. Pierwszy wiersz Feliksa, Vizito de la steloj sur la tero (Wizyta gwiazd na ziemi) ukazał się w roku 1891 na łamach La Esperantisto. 
Dwa lata po jego śmierci ukazała się esperanckojęzyczna książka Verkoj de FeZ (Dzieła FeZ) red. Edwarda Wiesenfelda zawierająca zbiór wierszy, przemówień i artykułów Feliksa Zamenhofa.